# The High Command
The High Command é um filme de drama produzido no Reino Unido, dirigido por Thorold Dickinson e lançado em 1938. Foi baseado em um romance de Lewis Robinson.